# St. Vitus (Sterpersdorf)

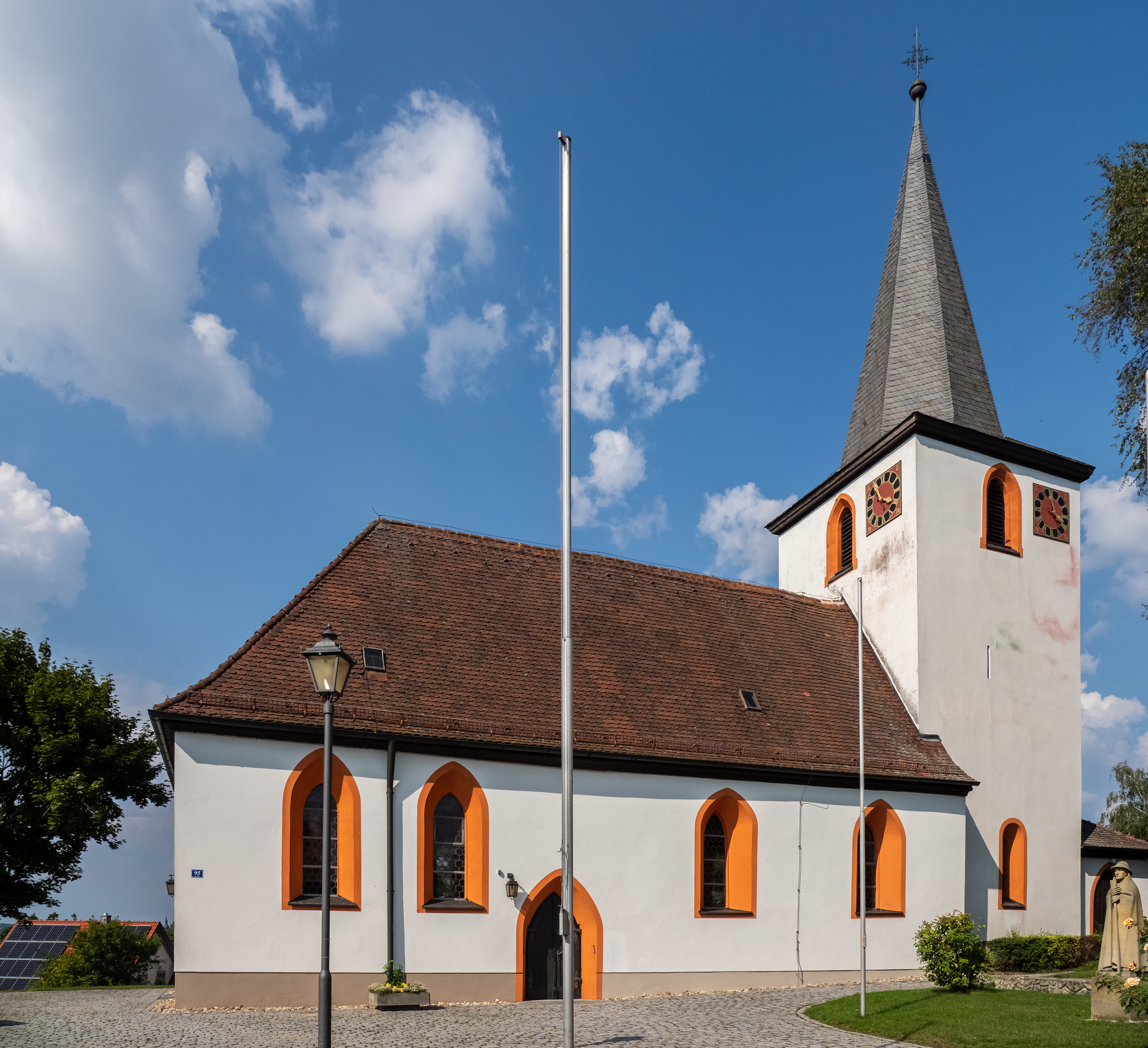
St. Vitus (Sterpersdorf)

Die römisch-katholische, denkmalgeschützte Pfarrkirche St. Vitus steht in Sterpersdorf, einem Gemeindeteil der Stadt Höchstadt an der Aisch im Landkreis Erlangen-Höchstadt (Mittelfranken, Bayern). Die Kirche ist unter der Denkmalnummer D-5-72-135-125 als Baudenkmal in der Bayerischen Denkmalliste eingetragen. Die Pfarrei gehört zum Seelsorgebereich Höchstadt im Dekanat Forchheim des Erzbistums Bamberg.

## Beschreibung
Der Chorturm stammt im Kern aus der 2. Hälfte des 15. Jahrhunderts. Er wurde später aufgestockt, um die Turmuhr und den Glockenstuhl mit drei Kirchenglocken unterzubringen, und mit einem achtseitigen, schiefergedeckten Knickhelm bedeckt. Außerdem wurde ihm die Sakristei in einem Anbau nach Osten vorgelagert. Das an ihn angebaute Langhaus aus zwei Fensterachsen wurde 1923/24 nach Westen um zwei weitere verlängert. Der Innenraum des Chors, d. h. das Erdgeschoss des Chorturms, ist mit einem Kreuzrippengewölbe überspannt, der des Langhauses mit einer Flachdecke. Die Orgel mit 11 Registern, 2 Manualen und einem Pedal wurde 1989 von der Orgelbau Vleugels errichtet.